# Partito Socialista Italiano (2007)
Partito Socialista Italiano (PSI), Italienska socialistpartiet, är ett socialdemokratiskt parti i Italien, grundat den 5 oktober 2007. Partiet bildades genom sammanslagningar 2007 till 2008 av sex olika socialdemokratiska partier. Syftet var att ena vänsterpartierna som inte ingick i Demokratiska partiet.
Partiet är medlem i Europeiska socialdemokratiska partiet (PES) och dess Europaparlamentariker sitter i Socialdemokratiska gruppen i Europaparlamentet.